# Stanisław Ryszard Burzyński
Stanisław Ryszard Burzyński (ur. 19 października 1948 w Gdańsku, zm. 5 listopada 1991 w Gdyni) – polski piłkarz występujący na pozycji bramkarza, reprezentant Polski.

## Kariera piłkarska
Stanisław Burzyński karierę piłkarską rozpoczął w 1965 roku w Lechii Gdańsk. Następnie w 1969 roku przeszedł do Arki Gdynia, z którą w sezonie 1973/1974 awansował do ekstraklasy na sezon 1974/1975. Potem w 1975 roku przeszedł do Widzewa Łódź, z którym odnosił największe sukcesy w karierze piłkarskiej: trzykrotne wicemistrzostwo Polski (1977, 1979, 1980) oraz finał Pucharu Ligi (1977). Do 1980 roku rozegrał w barwach Widzewa Łódź 133 mecze w ekstraklasie.
W 1980, będąc pod wpływem alkoholu, prowadził samochód i potrącił ze skutkiem śmiertelnym przechodzącego w niedozwolonym miejscu, 86-letniego mężczyznę. Bramkarz został skazany na karę pozbawienia wolności i wyrok odbywał w więzieniu w okolicach Opola, co mu przekreśliło transfer do angielskiego Ipswich Town. Na wolność wyszedł pod koniec 1981 roku.
Potem grał w klubach: Bałtyk Gdynia (1982–1983), Arka Gdynia (1983–1985) i MOSiR Gdańsk, gdzie w 1988 roku zakończył piłkarską karierę.
5 listopada 1991 roku w Gdyni w wieku 43 lat popełnił samobójstwo, skacząc z balkonu ze swojego mieszkania na dziewiątym piętrze. Został pochowany na cmentarzu Srebrzysko w Gdańsku (rejon X, kwatera V-7-22).

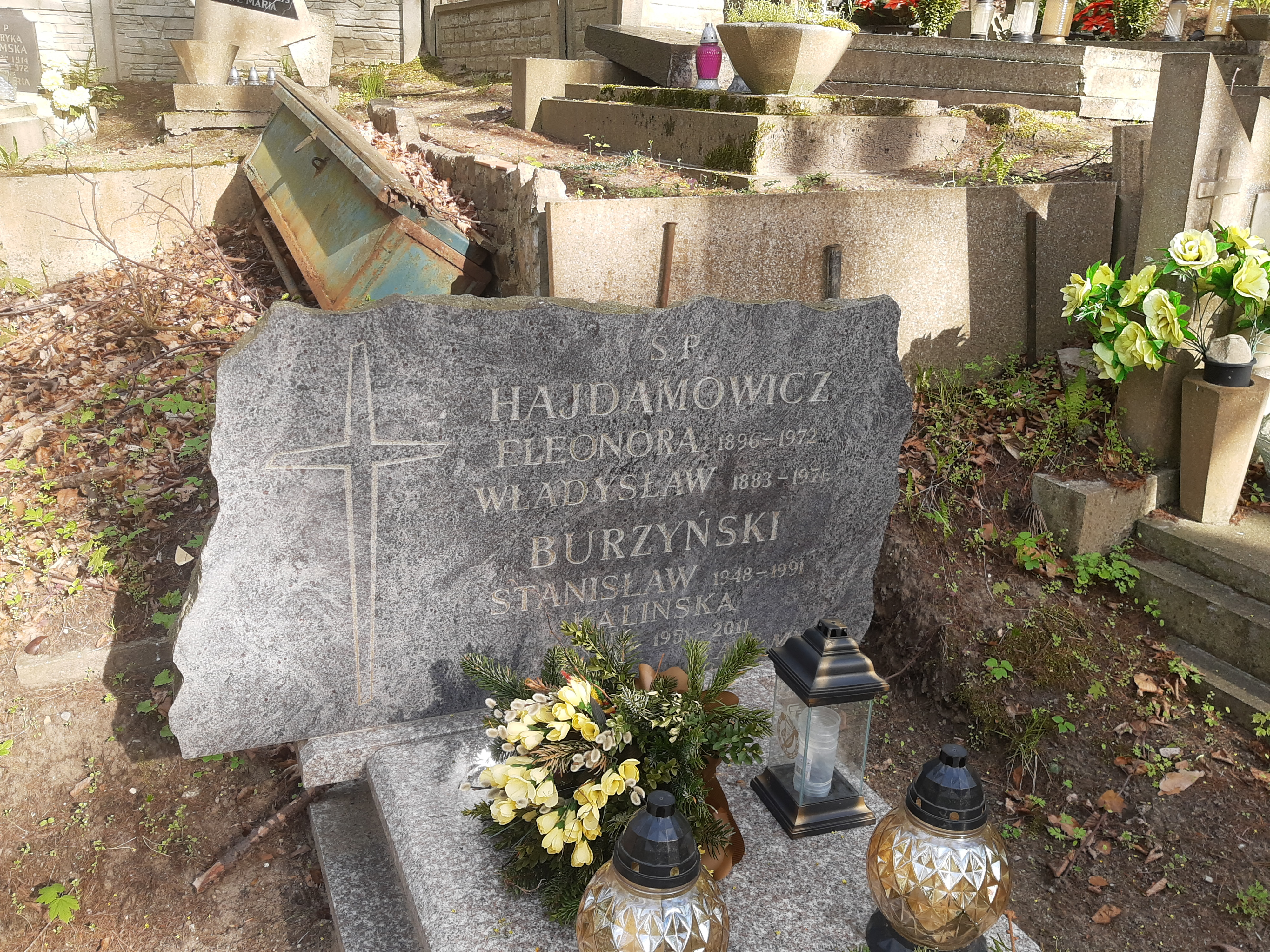
Grób Stanisława Burzyńskiego na Cmentarzu Srebrzysko

## Reprezentacja Polski
Stanisław Burzyński w 1976 roku dwukrotnie wystąpił w reprezentacji Polski. Debiut zaliczył dnia 24 marca 1976 roku w Chorzowie w przegranym 1:2 meczu towarzyskim z reprezentacją Argentyny. Ostatni mecz rozegrał dnia 24 kwietnia 1976 roku w Lens, w którym reprezentacja Polski przegrała 0:2 z reprezentacją Francji.
| lp. | Data             | Miejsce | Przeciwnik | Rezultat | Rozgrywki  | Grał | Uwagi |
| --- | ---------------- | ------- | ---------- | -------- | ---------- | ---- | ----- |
| 1.  | 24 marca 1976    | Chorzów | Argentyna  | 1:2      | towarzyski | 90'  |       |
| 2.  | 24 kwietnia 1976 | Lens    | Francja    | 0:2      | towarzyski | 90'  |       |

## Sukcesy

### Arka Gdynia
- Awans do ekstraklasy: 1974

### Widzew Łódź
- Wicemistrzostwo Polski: 1977, 1979, 1980
- Finał Pucharu Ligi: 1977